# GNU Scientific Library

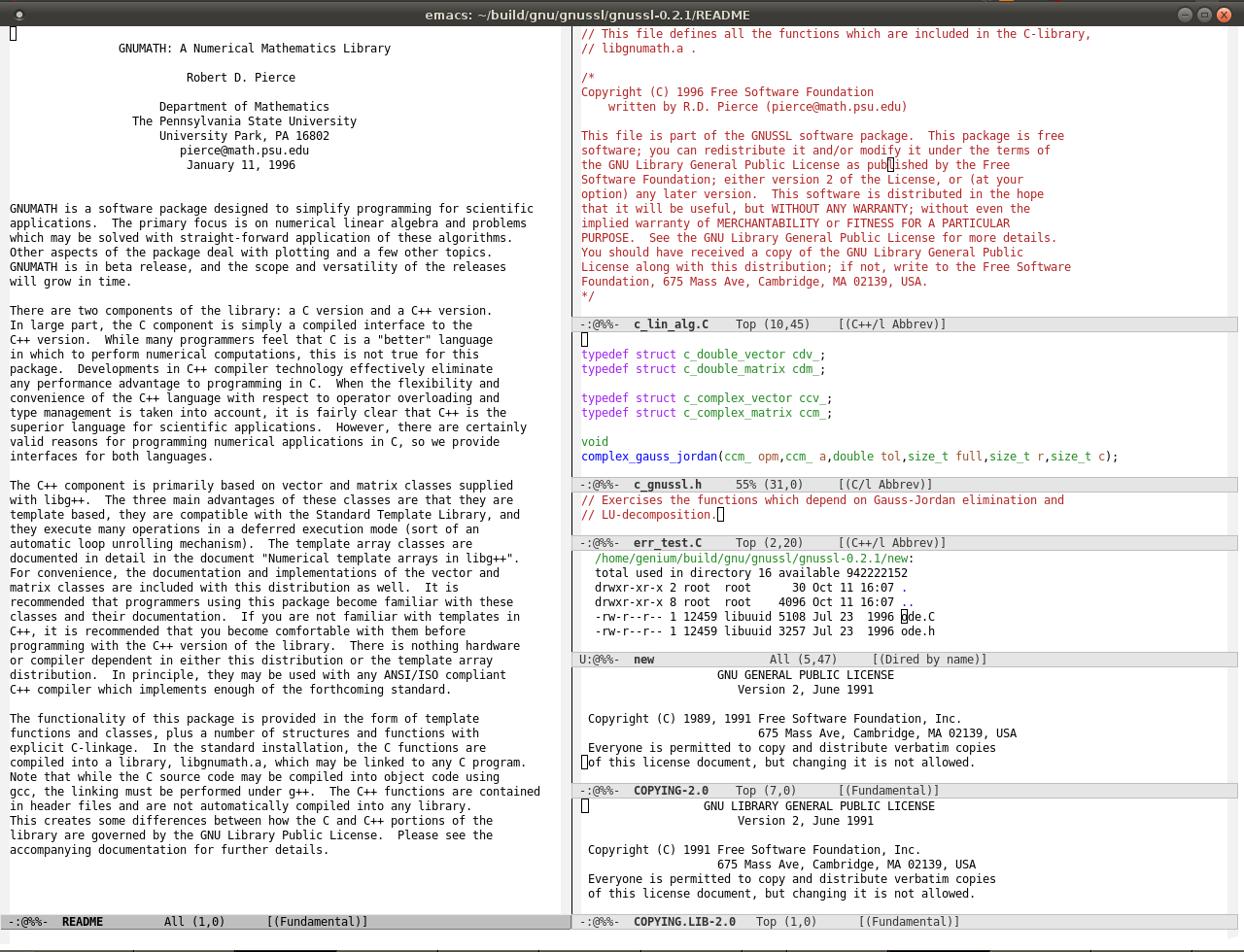
Arquivo Leiame do GNUMATH, uma Biblioteca de Matemática Numérica também conhecida como GNU Scientific Software Library (gnussl), seu nome oficial.

A Biblioteca Científica GNU (em inglês GNU Scientific Library ou GSL) é uma biblioteca de software para cálculos numéricos em matemática aplicada e ciências. A GSL é escrita em C ; wrappers estão disponíveis para outras linguagens de programação. A GSL faz parte do Projeto GNU e é distribuída sob a GNU General Public License.

## Histórico do projeto
O projeto GSL foi iniciado em 1996 pelos físicos Mark Galassi e James Theiler do Los Alamos National Laboratory. Eles pretendiam escrever um substituto moderno para bibliotecas Fortran amplamente usadas, mas um tanto desatualizadas, como Netlib. Eles realizaram o projeto geral e escreveram os primeiros módulos; com isso pronto recrutaram outros cientistas para contribuir.
O "desenvolvimento geral da biblioteca e o design e implementação dos principais módulos" foram realizados por Brian Gough e Gerard Jungman. Outros contribuidores importantes foram Jim Davies, Reid Priedhorsky, M. Booth e F. Rossi.
A versão 1.0 foi lançada em 2001. Nos anos seguintes, a biblioteca expandiu-se lentamente; como afirma a documentação, os mantenedores estavam mais interessados em estabilidade do que em funcionalidade adicional. A versão principal 1 terminou com o lançamento 1.16 de julho de 2013; esta foi a única atividade pública nos três anos de 2012–2014.
O desenvolvimento vigoroso foi retomado com a publicação da versão 2.0 em outubro de 2015. A última versão 2.7 foi lançada em junho de 2021.

## Exemplo
O programa de exemplo a seguir calcula o valor da função de Bessel para 5:
```
#include
 
<stdio.h>

#include
 
<gsl/gsl_sf_bessel.h>

int
 
main
(
void
)

{

  
double
 
x
 
=
 
5.0
;

  
double
 
y
 
=
 
gsl_sf_bessel_J0
(
x
);

  
printf
(
"J0(%g) = %.18e
\n
"
,
 
x
,
 
y
);

  
return
 
0
;

}

```

O programa de exemplo deve ser vinculado à biblioteca GSL durante a compilação :
```
gcc
 
$(
gsl-config
 
--cflags
)
 
example.c
 
$(
gsl-config
 
--libs
)

```

A saída é mostrada abaixo e deve estar correta para precisão de dupla precisão:
```
J0(5) = -1,775967713143382920e-01
```

## Recursos
A biblioteca de software fornece recursos para :
- Funções básica matemáticas
- Números complexos
- Politomias
- B-splines
- Funções especiais
- Vetores e matrizes
- Permutações
- Combinações
- Multiconjuntos
- Sorting
- BLAS
- Algebra linear
- Eigensystems
- Fast Fourier transforms
- Integração numérica (baseada em QUADPACK)
- Random number generation
- Quasi-random sequences
- Random number distributions
- Estatística
- Histogramas
- N-tuples
- Integração de Monte Carlo
- Simulated annealing
- Ordinary differential equations
- Interpolação
- Diferenciação numérica
- Chebyshev approximations
- Aceleração de Series

- Transformada discreta de Hankel

- Root finding in one and multiple dimensions
- Minimization in one and multiple dimensions
- Least-squares fitting
- Nonlinear least-squares fitting
- Physical constants
- IEEE floating-point arithmetic
- Discrete wavelet transform

### Vinculações de linguagem de programação
Como a GSL é escrita em C, é fácil fornecer wrappers para outras linguagens de programação. Esses wrappers existem atualmente para
- AMPL[5]
- C++[6][7][8][9]
- Fortran[10]
- Haskell[11][12]
- Java[13]
- Júlia[14]
- Lisp comum[15]
- Ocaml[16]
- Oitava
- Linguagem de Dados Perl
- Python[17]
- R[18][19]
- Rubi[20]
- ferrugem[21]

### Suporte a C++
A GSL pode ser usada em classes C++, mas não usando ponteiros para funções de membro, porque o tipo de ponteiro para função de membro é diferente de ponteiro para função. Em vez disso, ponteiros para funções estáticas devem ser usados. Outra solução comum é usar um functor.
Estão disponíveis wrappers C++ para GSL. Nem todos estes são mantidos regularmente. Eles oferecem acesso a classes de vetores e matrizes sem ter que usar a interface GSL para funções malloc e free. Alguns também oferecem suporte para a criação de áreas de trabalho que se comportam como classes de ponteiro inteligente. Por fim, há suporte (limitado, a partir de abril de 2020) para permitir que o usuário crie classes para representar uma função parametrizada como um functor.
Embora não sejam estritamente wrappers, existem algumas classes C++  que permitem aos usuários de C++ usar a Gnu Scientific Library com recursos de wrapper.